# 羅斯托夫競技場
羅斯托夫體育場是一座位於俄羅斯頓河畔羅斯托夫的足球場。它為2018年國際足總世界盃比賽場館之一，它也是俄羅斯足球超級聯賽羅斯托夫足球俱樂部的主場。它可以容納45000人。

## 足球比賽

### 2018年國際足總世界盃
| 日期          | 時間  | 第一隊伍 | 比數 | 第二隊伍     | 回合   | 觀眾數目 |
| ------------- | ----- | -------- | ---- | ------------ | ------ | -------- |
| 2018年6月17日 | 21:00 | 巴西     | 1–1  | 瑞士         | E組    | 43,109   |
| 2018年6月20日 | 18:00 | 乌拉圭   | 1–0  | 沙烏地阿拉伯 | A組    | 42,678   |
| 2018年6月23日 | 18:00 |          | 1–2  | 墨西哥       | F組    | 43,472   |
| 2018年6月26日 | 21:00 | 冰島     | 1–2  |              | D組    | 43,472   |
| 2018年7月2日  | 21:00 | 比利时   | 3–2  | 日本         | 十六強 |          |

## 外部連結
- 羅斯托夫體育場網站 （页面存档备份，存于）